# Liste der Kantone im Département Morbihan
Das Département Morbihan liegt in der Region Bretagne in Frankreich. Es untergliedert sich in 3 Arrondissements mit 21 Kantonen (französisch cantons).
Siehe auch: Liste der Gemeinden im Département Morbihan
| Kanton               | Gemeinden | Einwohner 1. Januar 2022 | Fläche km² | Dichte Einw./km² | Code INSEE | Arrondissement(e) |
| -------------------- | --------- | ------------------------ | ---------- | ---------------- | ---------- | ----------------- |
| Auray                | 7         | 34.315                   | 128,60     | 267              | 5601       | Lorient           |
| Gourin               | 29        | 33.900                   | 1.031,28   | 33               | 5602       | Pontivy           |
| Grand-Champ          | 17        | 38.587                   | 563,49     | 68               | 5603       | Pontivy, Vannes   |
| Guer                 | 23        | 39.884                   | 571,92     | 70               | 5604       | Vannes            |
| Guidel               | 11        | 42.591                   | 420,22     | 101              | 5605       | Lorient           |
| Hennebont            | 6         | 43.487                   | 185,92     | 234              | 5606       | Lorient           |
| Lanester             | 2         | 30.298                   | 61,00      | 497              | 5607       | Lorient           |
| Lorient-1            | 1⁄2       | 29.573                   | 8,57       | 3.451            | 5608       | Lorient           |
| Lorient-2            | 1 ⁄2      | 30.937                   | 23,73      | 1.304            | 5609       | Lorient           |
| Moréac               | 23        | 35.093                   | 593,25     | 59               | 5610       | Pontivy, Vannes   |
| Muzillac             | 15        | 35.771                   | 417,83     | 86               | 5611       | Vannes            |
| Ploemeur             | 3         | 36.147                   | 70,92      | 510              | 5612       | Lorient           |
| Ploërmel             | 29        | 40.034                   | 772,95     | 52               | 5613       | Pontivy           |
| Pluvigner            | 11        | 38.064                   | 285,42     | 133              | 5614       | Lorient           |
| Pontivy              | 14        | 42.726                   | 468,96     | 91               | 5615       | Pontivy           |
| Questembert          | 16        | 36.155                   | 445,80     | 81               | 5616       | Vannes            |
| Quiberon             | 16        | 37.896                   | 277,40     | 137              | 5617       | Lorient           |
| Séné                 | 10        | 40.716                   | 238,17     | 171              | 5618       | Vannes            |
| Vannes-1             | 1⁄3       | 33.190                   | 18,62      | 1.782            | 5619       | Vannes            |
| Vannes-2             | 9 1⁄3     | 41.270                   | 127,44     | 324              | 5620       | Vannes            |
| Vannes-3             | 5 1⁄3     | 35.469                   | 111,15     | 319              | 5621       | Vannes            |
| Département Morbihan | 249       | 776.103                  | 6.822,64   | 114              | 56         | –                 |

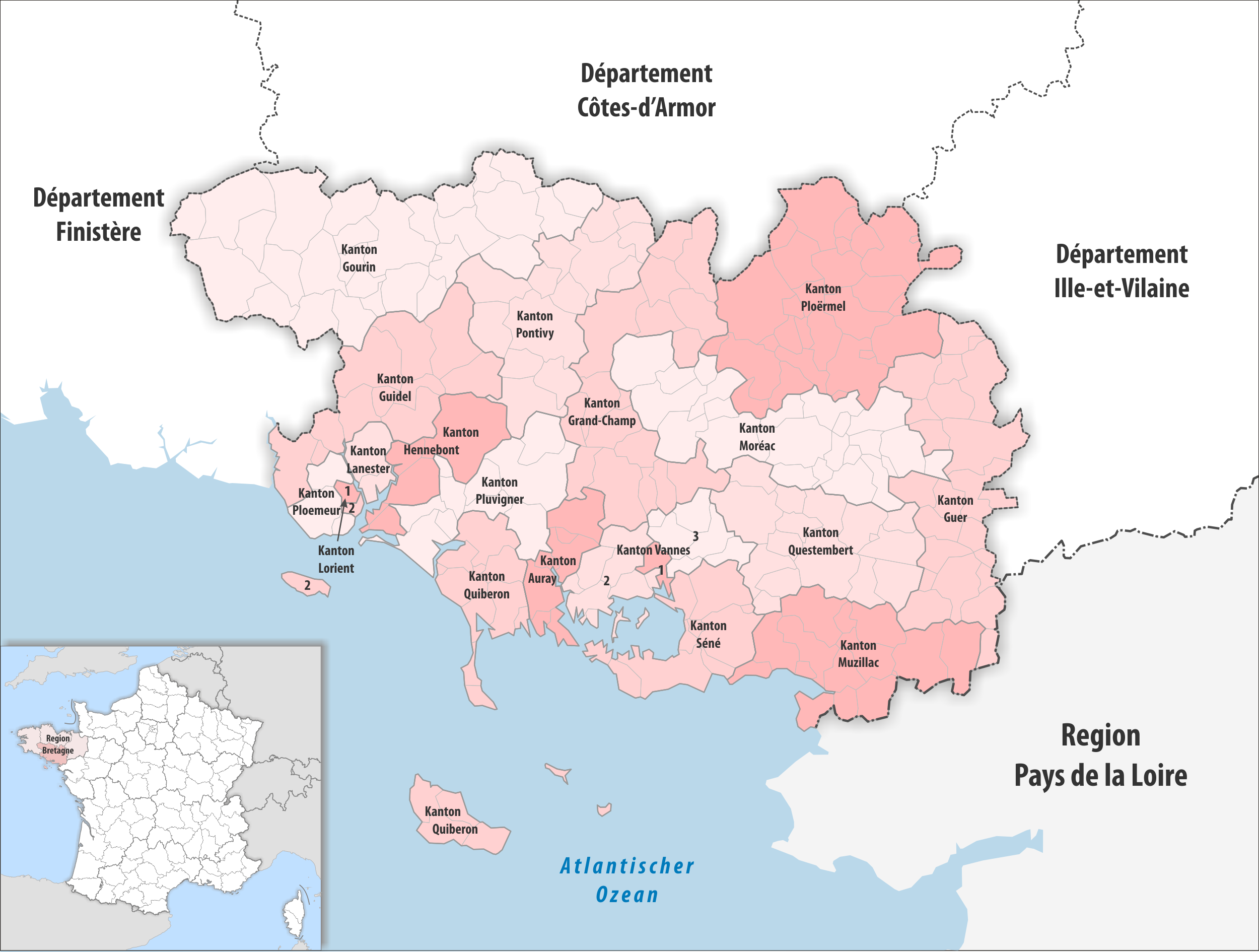
Gemeinden und Kantone im Département Morbihan

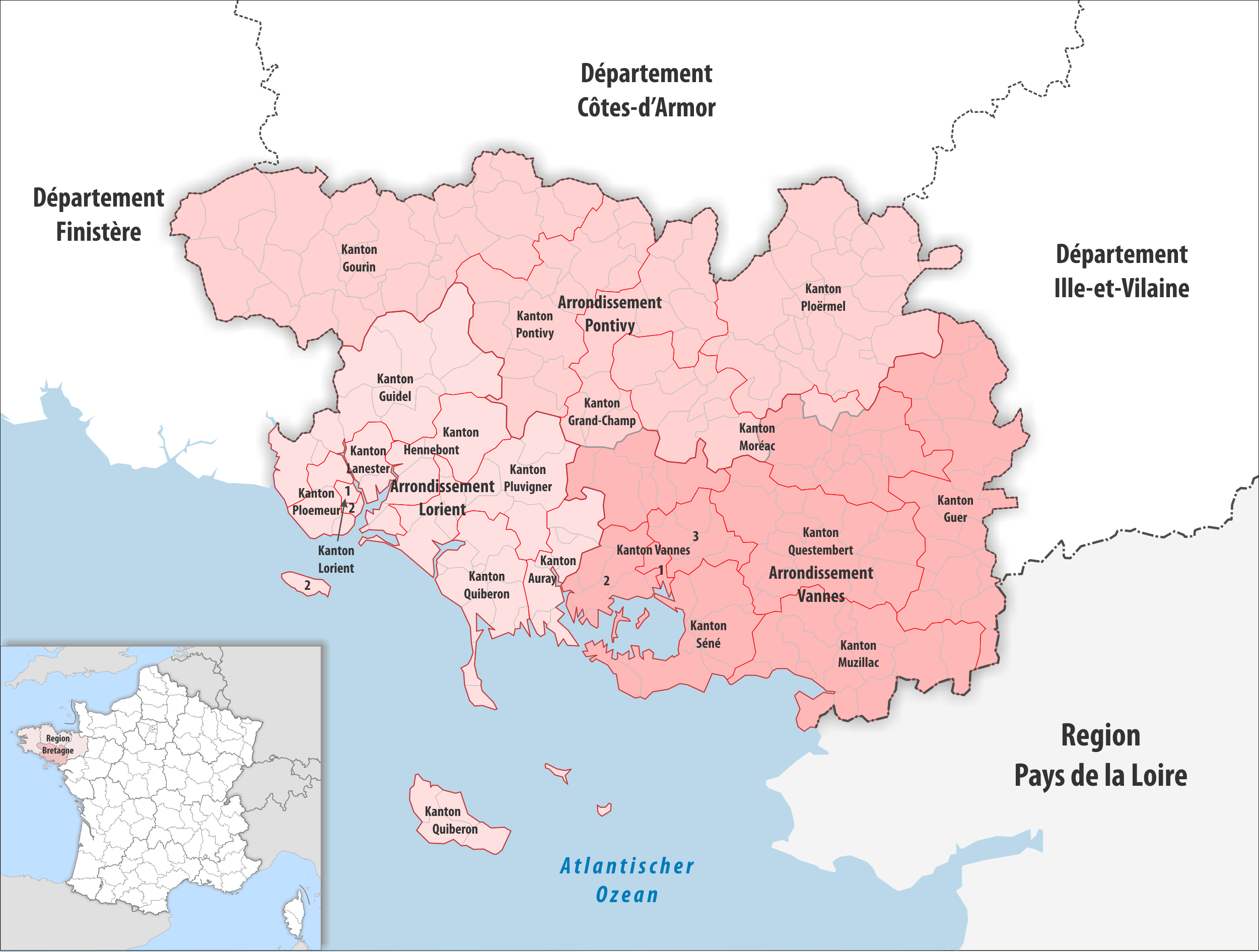
Gemeinden, Arrondissemente und Kantone im Département Morbihan

Mehrere Kantone umschließen Gemeinden aus verschiedenen Arrondissements.

## Ehemalige Kantone
Vor der landesweiten Neuordnung der Kantone im März 2015 teilte sich das Département in 42 Kantone:
| Arrondissement | Kantone |
| -------------- | --- |
| Lorient        | Auray, Belle-Île, Belz, Groix, Hennebont, Lanester, Lorient-Centre, Lorient-Nord, Lorient-Sud, Ploemeur, Plouay, Pluvigner, Pont-Scorff, Port-Louis, Quiberon                                                  |
| Pontivy        | Baud, Cléguérec, Le Faouët, Gourin, Guémené-sur-Scorff, Josselin, Locminé, Pontivy, Rohan, Saint-Jean-Brévelay                                                                                                 |
| Vannes         | Allaire, Elven, La Gacilly, Grand-Champ, Guer, Malestroit, Mauron, Muzillac, Ploërmel, Questembert, La Roche-Bernard, Rochefort-en-Terre, Sarzeau, La Trinité-Porhoët, Vannes-Centre, Vannes-Est, Vannes-Ouest |